# Ammophila rubripes
Ammophila rubripes är en biart som beskrevs av Maximilian Spinola 1839. Ammophila rubripes ingår i släktet Ammophila och familjen grävsteklar. Inga underarter finns listade i Catalogue of Life.